# 丹尼尔·福瑞得曼
丹尼尔·弗里德曼（英語：Daniel Paul Friedman，生于1944年），在美国印第安纳大学伯明顿分校担任计算机科学教授，专攻程序语言研究领域，为该领域的权威。
1976年他和David Wise合作发表了影响深远的论文《Cons should not evaluate its arguments》 。
在接下来的八十年代，他转而研究Scheme语言，探讨了用宏来定义程序语言。他和其他几位作者合作发表了被至今仍广泛引用的论文，引入了干净宏（Hygienic macro）的概念。和Haynes以及Wand, 他同时研究了续体对象的本质、使用及约束可能性。随后，他和Felleisen向λ演算引入了续体和以当前续体调用。他们的工作催生了在经典逻辑和计算以及续体的实际扩展之间的语意和联系方面的研究。
弗里德曼博士是位多产的教科书作者。他的第一本著作《The Little Lisper》写于1974年，时至今日再版第四版了，书更名为《The Little Schemer》。在1990年代，他和Felleisen撰写发布了另外三本little系列丛书，《The Little MLer》, 《The Seasoned Schemer》, 和《A Little Java, A Few Patterns》。
弗里德曼博士是《Essentials of Programming Languages》的主要作者。这本书于1980年代出版，改变了程序语言领域的面貌，将重点从盘点各种程序语言转为通过解释器来研究程序语言的原则。今天这个领域的其他教科书都遵循此方向，只是用實作语意和类型理论代替了解释器。 和 《The Little LISPer》一样, 《Essentials of Programming Languages》长盛不衰，目前已为第三版。
最近，弗里德曼博士和Byrd、Kiselyov一起撰写《The Reasoned Schemer》，通过Scheme 语言的一个扩展来解释逻辑编程。
2015年，弗里德曼博士和Carl Eastlund出版了《The Little Prover》，并公开辅助证明程序“J-Bob”的源代码。

## 书籍
福瑞德曼博士是以下书籍的作者:
- The Little Lisper ISBN 0-262-56038-0
- The Little Schemer ISBN 0-262-56099-2
- The Little MLer ISBN 0-262-56114-X
- A Little Java, A Few Patterns ISBN 0-262-56115-8
- The Seasoned Schemer ISBN 0-262-56100-X
- The Reasoned Schemer ISBN 0-262-56214-6
- The Little Prover（页面存档备份，存于） ISBN|0-262-52795-2
- Essentials of Programming Languages（页面存档备份，存于） ISBN 0-262-06217-8
- Scheme and the Art of Programming ISBN 0-262-19288-8
- Coordinated Computing: Tools and Techniques for Distributed Software ISBN 0-07-022439-0